# Corne (ustensile)
Pour les articles homonymes, voir Corne.

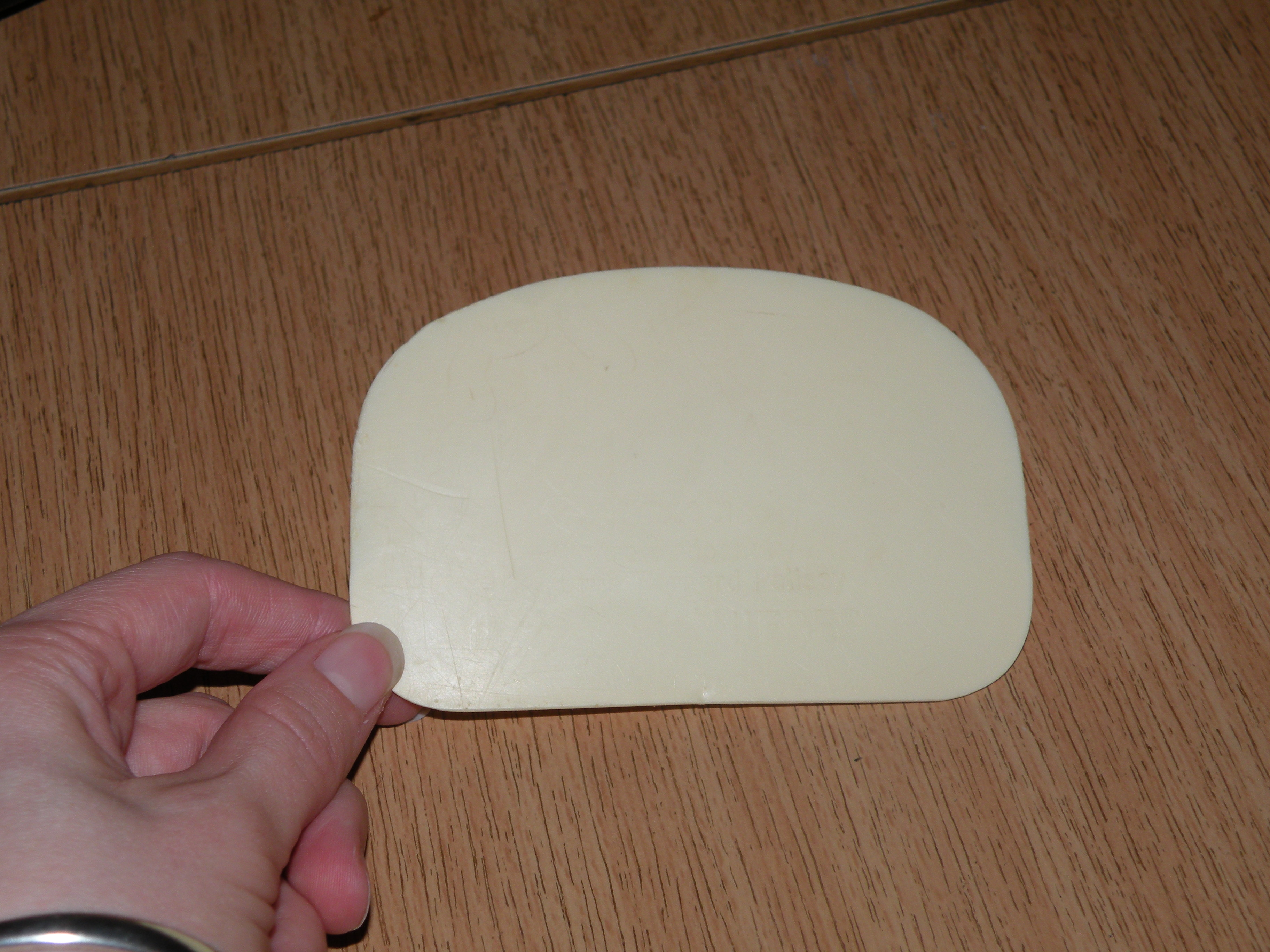
Corne de cuisine

Une corne est un ustensile de cuisine en forme de demi-lune semi-souple en corne, ou maintenant en plastique, de 15 à 20 cm de diamètre. Elle sert à racler les plats et les plans de travail, ou à couper des portions de pâte.

## Utilisations
Cet ustensile est très utilisé en boulangerie et en pâtisserie.
On peut le fabriquer soi-même en la découpant dans un couvercle flexible de seau (souvent anciens contenants de glucose, crème chocolat, etc., que l'on a dans la boulangerie).